# Муцу (Аоморі)
41°17′41″ пн. ш. 141°11′53″ сх. д. / 41.29472° пн. ш. 141.19806° сх. д.
Му́цу (яп. むつ市, むつし, МФА: [mut͡su̥ ɕi]) — місто в Японії, в префектурі Аоморі.

## Короткі відомості
Розташоване в північно-східній частині префектури, на півострові Сімо-Кіта. На півночі омивається водами Цуґарської протоки, а на півдні — водами затоки Омінато. В центрі розташовані гори Осоре. Виникло на основі сільських поселень раннього нового часу. Засноване 1 серпня 1960 року шляхом перейменування міста Омінато-Танабу на Муцу. Перше японське місто, в назві якого було використано знаки японської абетки замість ієрогліфів. Основою економіки є скотарство, рибальство, вирощування молюсків-гребінців. В місті розташована база Військово-морських сил самооборони Японії. Станом на 1 жовтня 2007 площа міста становила 863,79 км². Станом на 1 липня 2008 населення міста становило 61 738 осіб.

## Клімат
Місто знаходиться у зоні, котра характеризується вологим континентальним кліматом з теплим літом. Найтепліший місяць — серпень із середньою температурою 22.2 °C (72 °F). Найхолодніший місяць — січень, із середньою температурою -1.7 °С (29 °F).
| Клімат Муцу (район Охата) | Клімат Муцу (район Охата) | Клімат Муцу (район Охата) | Клімат Муцу (район Охата) | Клімат Муцу (район Охата) | Клімат Муцу (район Охата) | Клімат Муцу (район Охата) | Клімат Муцу (район Охата) | Клімат Муцу (район Охата) | Клімат Муцу (район Охата) | Клімат Муцу (район Охата) | Клімат Муцу (район Охата) | Клімат Муцу (район Охата) | Клімат Муцу (район Охата) |
| Показник                  | Січ.                      | Лют.                      | Бер.                      | Квіт.                     | Трав.                     | Черв.                     | Лип.                      | Серп.                     | Вер.                      | Жовт.                     | Лист.                     | Груд.                     | Рік                       |
| Абсолютний максимум, °C   | 12                        | 12                        | 15                        | 25                        | 27                        | 30                        | 32                        | 33                        | 31                        | 25                        | 18                        | 16                        | 33                        |
| Середній максимум, °C     | 0                         | 0                         | 4                         | 11                        | 16                        | 19                        | 22                        | 25                        | 21                        | 16                        | 10                        | 3                         | 12                        |
| Середня температура, °C   | −1                        | −1                        | 1                         | 7                         | 12                        | 16                        | 20                        | 22                        | 18                        | 12                        | 6                         | 1                         | 10                        |
| Середній мінімум, °C      | −3                        | −4                        | −1                        | 3                         | 8                         | 13                        | 17                        | 19                        | 15                        | 8                         | 3                         | −1                        | 6                         |
| Абсолютний мінімум, °C    | −13                       | −15                       | −12                       | −7                        | −1                        | 3                         | 7                         | 11                        | 5                         | −1                        | −6                        | −11                       | −15                       |
| Днів з опадами            | 31                        | 28                        | 30                        | 28                        | 28                        | 25                        | 25                        | 25                        | 29                        | 30                        | 30                        | 31                        | 340                       |
| Днів з дощем              | 7                         | 5                         | 12                        | 25                        | 28                        | 25                        | 25                        | 25                        | 29                        | 30                        | 25                        | 15                        | 251                       |
| Днів зі снігом            | 29                        | 26                        | 24                        | 5                         | 0                         | 0                         | 0                         | 0                         | 0                         | 0                         | 10                        | 23                        | 117                       |
| ------------------------- | ------------------------- | ------------------------- | ------------------------- | ------------------------- | ------------------------- | ------------------------- | ------------------------- | ------------------------- | ------------------------- | ------------------------- | ------------------------- | ------------------------- | ------------------------- |
| Джерело: Weatherbase      |                           |                           |                           |                           |                           |                           |                           |                           |                           |                           |                           |                           |                           |